# Cratere Pirquet
Pirquet è un cratere lunare di 62,14 km situato nella parte sud-occidentale della faccia nascosta della Luna.